# Etapa Lítica (México)
En la historia de México, la Etapa Lítica corresponde al periodo que abarca desde la dispersión de los primeros seres humanos en dicho territorio hasta el desarrollo de los primeros grupos sedentarios. Abarca aproximadamente desde el 33 000 a. C. (que es la datación estimada de los restos de Chimalhuacán, en el Estado de México) y el 2500 a. C. (que es la datación de las muestras más antiguas de producción cerámica, recuperadas en Puerto Ángel (en el estado de Oaxaca) y al desarrollo de las aldeas que produjeron los petroglifos de Altavista (Nayarit). Estos últimos acontecimientos históricos son considerados por varios investigadores de la historia precolombina de México como el hito que atestigua la separación entre las culturas agrícolas de Mesoamérica y las nómadas de Aridoamérica.